# Wasrek

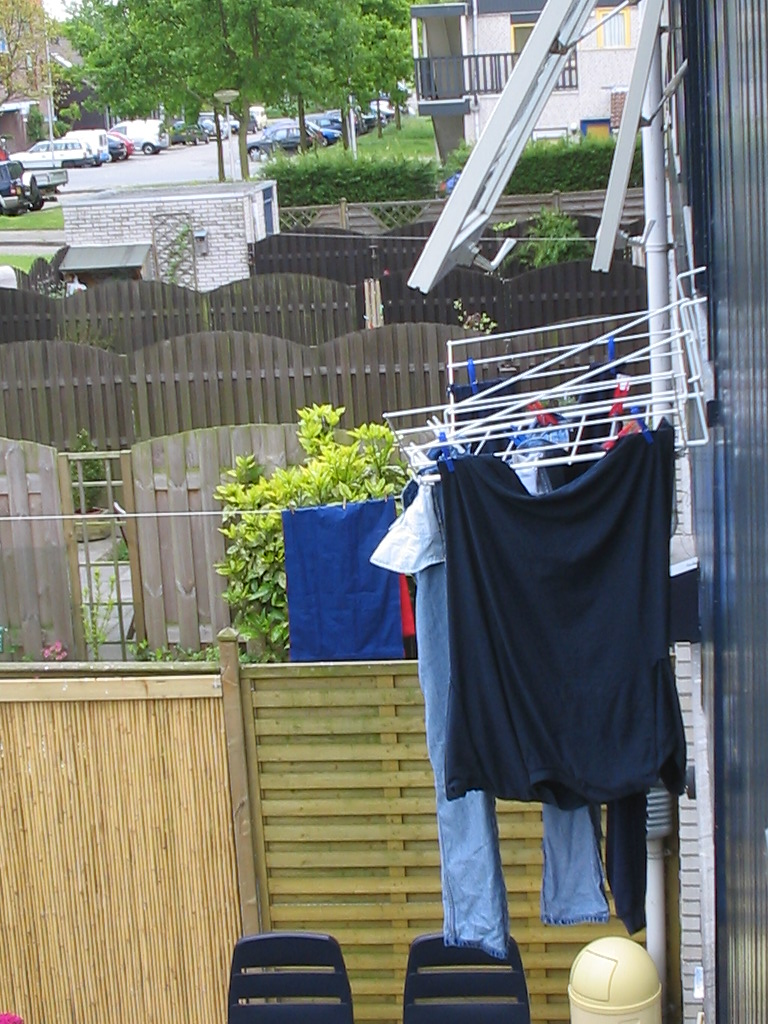
Wasrek, ook voor buitengebruik

Een wasrek wordt in het huishouden gebruikt om gewassen wasgoed op te hangen zodat het kan drogen.
Het wasrekje wordt doorgaans aan een radiator bevestigd, zodat de was sneller droogt. Het wordt veel gebruikt voor kleine wasjes tussendoor die te klein zijn om een wasdroger te gebruiken. Wasrekjes bewijzen ook hun nut in studentenhuizen en woongroepen, omdat er meestal geen wasdroger is, en ook geen grote gemeenschappelijke ruimte om de was aan lijnen binnen te hangen.
Er zijn ook wasrekken te koop die neergezet kunnen worden, ze bestaan uit ingewikkelde, veelal ruimtebesparende constructies. Die rekken kunnen ook buiten gebruikt worden, nadeel is echter wel dat ze makkelijk om kunnen waaien. Daarom kan buiten beter een droogmolen gebruikt worden.

## Geschiedenis
Een wasrekje was tot in de jaren 60 van de 20e eeuw een middel om de was tóch te kunnen drogen als het buiten regende en de waslijn daardoor niet te gebruiken was. Het wasrekje bestond uit een simpele klapconstructie van twee ramen met stokjes of draden waarover de was kon worden gehangen.
Het wasrekje werd voor de kachel geplaatst, waarna de warmte van de kachel zorgde voor de verdamping van het vocht.
Gelijktijdig met de opkomst van de centrale verwarming werd er een wasrekje dat aan een radiator kon worden bevestigd geïntroduceerd.